# Stephania salomonum
Stephania salomonum är en tvåhjärtbladig växtart som beskrevs av Friedrich Ludwig Diels. Stephania salomonum ingår i släktet Stephania och familjen Menispermaceae. Inga underarter finns listade i Catalogue of Life.